# Poculum fuegianum
Poculum fuegianum är en svampart som först beskrevs av Speg., och fick sitt nu gällande namn av S.E. Carp. 1981. Poculum fuegianum ingår i släktet Poculum och familjen Rutstroemiaceae.   Inga underarter finns listade i Catalogue of Life.